# Keirrison
Keirrison de Souza Carneiro (Dourados, 3 de dezembro de 1988) é um ex-futebolista brasileiro que atuava como centroavante.

## Carreira

### Coritiba
Keirrison foi revelado nas categorias de base do CENE, clube de seu estado natal. Transferiu-se para o Coritiba, onde foi vice-artilheiro da Copa São Paulo em 2006 e artilheiro do clube nos campeonatos estaduais de 2006 e 2007.
Logo na sua primeira competição nacional, a Série B de 2007, Keirrison marcou doze gols, sendo o artilheiro do seu time na competição.
No início de 2008, foi noticiado o interesse do Palmeiras em contratar o jogador, através de uma parceria com a empresa Traffic. A transferência, contudo, acabou não se concretizando à época. No primeiro semestre de 2008, Keirrison foi campeão do Campeonato Paranaense. Também foi escolhido craque da competição, integrou a seleção do campeonato e foi o artilheiro do certame, com 18 gols. No dia 3 de agosto, o atacante jogou sua centésima partida com a camisa do Coritiba contra o Santos, na Vila Belmiro, marcando os três gols que deram a vitória de sua equipe contra o time paulista. No dia 22 de novembro, novamente contra o Santos, Keirrison marcou quatro gols em uma goleada por 5 a 1.

### Palmeiras
Após um ótimo Campeonato Brasileiro que lhe rendeu diversos prêmios e a artilharia da competição, com 21 gols, junto com Washington e Kléber Pereira, e em um ano que chegou a marcar 41 gols e levando o Prêmio Friedenreich, Keirrison foi contratado pelo Palmeiras. A transação foi oficializada em 15 de janeiro de 2009.
Em seu jogo de estreia com a camisa alviverde, Keirrison marcou dois gols na vitória do Palmeiras sobre o Mogi Mirim, por 3 a 0. Foi o segundo maior artilheiro do Campeonato Paulista de 2009, com treze gols, ficando somente atrás de Pedrão, do Barueri, sendo até cotado a ir a Seleção Brasileira, tendo um início excepcional pelo Palmeiras, com media de 1,33 gols por partida, tendo o melhor início de um atacante do Palmeiras na história, com 16 gols em 14 jogos.
Após cinco meses de clube, Keirrison se transferiu para o Barcelona. Sua saída foi contestada pelo técnico Vanderlei Luxemburgo, que afirmou ter sido pego de surpresa com a negociação. Por ter levado isso à imprensa em uma coletiva, o técnico foi demitido.

### Barcelona
Keirrison foi contratado pelo Barcelona para a temporada 2009–10. A transação foi finalizada na tarde de uma sexta-feira (26 de junho de 2009) na Espanha por cerca de 15 milhões de euros (aproximadamente R$ 41 milhões).
Nunca jogou uma partida oficial pelo clube, e foi emprestado ao Benfica.

### Benfica
Em julho de 2009, o Benfica anunciou o acordo com o Barcelona para o empréstimo de Keirrison por uma temporada, mais uma por opção.
No Benfica, Keirrison não teve muitas oportunidades, já que disputava a posição com uma grande quantidade de atacantes, tais como Javier Saviola, Weldon, Pedro Mantorras, Óscar Cardozo e o capitão do clube Nuno Gomes. Durante a abertura do mercado no inverno europeu, o Benfica contratou mais dois atletas brasileiros: Alan Kardec e Éder Luís.

### Fiorentina
Com a falta de oportunidades no clube de Lisboa, o clube italiano Fiorentina entrou em um acordo com o Barcelona e o Benfica para o empréstimo de dois anos com o clube com direito de comprar o jogador. Keirrison ocuparia a vaga de Adrian Mutu, suspenso provisoriamente do futebol.
Foi então que no dia 27 de fevereiro ele pode comemorar, enfim, um gol em solo europeu. No jogo entre Fiorentina e Lazio, válido pela 26ª rodada da Serie A, em sua estreia pelo clube italiano, Keirrison aproveitou a chance após um cruzamento de Massimo Gobbi na área, e conseguiu balançar as redes. Após este, Keirrison voltou a marcar contra a Internazionale, no empate de 2 a 2.
No clube de Florença, atuou em 22 partidas e marcou dois gols.

### Santos
Em 9 de julho de 2010, foi divulgado pela imprensa o empréstimo de Keirrison ao Santos. O atacante, no entanto, apresentou-se abaixo das expectativas, e foi reserva durante toda sua passagem no clube paulista. Apesar de ter feito parte do elenco que conquistou a Copa Libertadores da América de 2011, foi reserva durante toda a competição e deixou o Peixe em junho.

### Cruzeiro
Ao fim de sua passagem pelo Santos, retornou ao Barcelona, que não demonstrou interesse na permanência do jogador e emprestou-o novamente. O Cruzeiro, tendo uma ótima relação com o Santos, solicitou ao clube que renovasse o empréstimo junto ao Barcelona, para que o jogador pudesse ser repassado ao clube celeste, visto que o Cruzeiro não poderia solicitar o empréstimo diretamente ao Barcelona pelo fato de que a janela de transferências já estava fechada. O Santos aceitou a solicitação do clube mineiro que oficializou a contratação de Keirrison no dia 16 de agosto de 2011.
Assim como nos empréstimos anteriores, o atacante não teve atuações de destaque e marcou apenas um gol em nove partidas pela equipe mineira no Campeonato Brasileiro. Em dezembro, Keirrison sofreu contusão séria no joelho durante um treinamento. No dia 22 de março de 2012, o Cruzeiro liberou o jogador para retornar ao Coritiba.

### Retorno ao Coritiba
Foi anunciado como reforço do Coritiba em 22 de março de 2012, cedido pelo Barcelona por empréstimo, até o final do primeiro semestre de 2014. Vendo seu primeiro ano de retorno ao Coxa atrapalhado por uma contusão no joelho esquerdo, Keirrison, entretanto, ainda sonhava com a recuperação de sua carreira e com oportunidades com a camisa da Seleção, pela qual desejava jogar uma Copa do Mundo da FIFA.
O primeiro gol do atacante no retorno ao Coxa aconteceu no dia 20 de outubro de 2013, na vitória sobre o líder Cruzeiro por 2 a 1. O jogador estava há dois anos e 15 dias sem balançar as redes. Seu último gol havia sido pelo próprio Cruzeiro, em 5 de outubro de 2011.
Determinado a voltar para sua boa fase, Keirrison, ao contrário de seus companheiros, se manteve treinando no CT da Graciosa e esperava que em 2014 recuperasse suas boas performances. Segundo o atacante: "O legal é que vou ter sequência também, é importante para começar o ano bem. Estou feliz e todo mundo está contente."
Em 2015, fez 47 jogos pelo clube e marcou sete gols. No dia 3 de dezembro, conseguiu a rescisão contratual na Justiça.

### Londrina
Em março de 2016, Keirrison foi anunciado como novo reforço do Londrina, assinando um contrato com cláusula de produtividade e válido até o final de 2017. Pelo clube do interior paranaense, marcou oito gols em 30 partidas.

### Arouca
Em janeiro de 2017, foi anunciado como novo jogador do Futebol Clube Arouca. Após um ano de pouco destaque no Londrina, o jogador chegava ao ataque do time português com o contrato até o fim da temporada. Entrou em campo apenas duas vezes pelo clube.

### Terceira passagem pelo Coritiba
No dia 11 de julho de 2017, Keirrison assinou um contrato válido por um ano com o Coritiba. A terceira passagem do jogador pela equipe se deve a um acordo feito juntamente com a diretoria do clube, a qual lhe devia cerca de R$ 3 milhões e 600 mil reais de um processo judicial movido pelo atacante, que alegou salários atrasados do período de 2012 a 2015.

### CSA
Em 14 de junho de 2019, foi anunciado como reforço do CSA. No entanto, após ter passado pelos exames médicos, dois dias depois teve a negociação desfeita. Por conta disso, o jogador moveu uma ação trabalhista contra o clube alagoano.

## Seleção Nacional
Recebeu sua única convocação para a Seleção Brasileira em dezembro de 2007, sendo chamado pelo técnico Dunga para um amistoso não-oficial contra a Seleção do Brasileirão. A partida visava testar jogadores para as Olimpíadas de 2008.

## Estatísticas
Atualizadas até 29 de outubro de 2011
| Clube             | Temporada         | Campeonato nacional | Campeonato nacional | Copa nacional | Copa nacional | Campeonato continental | Campeonato continental | Campeonato estadual | Campeonato estadual | Total | Total |
| Clube             | Temporada         | Jogos               | Gols                | Jogos         | Gols          | Jogos                  | Gols                   | Jogos               | Gols                | Jogos | Gols  |
| ----------------- | ----------------- | ------------------- | ------------------- | ------------- | ------------- | ---------------------- | ---------------------- | ------------------- | ------------------- | ----- | ----- |
| Coritiba          | 2006              | 0                   | 0                   | 0             | 0             | —                      | —                      | 6                   | 3                   | 6     | 3     |
| Coritiba          | 2007              | 32                  | 12                  | 6             | 0             | —                      | —                      | 20                  | 9                   | 58    | 21    |
| Coritiba          | 2008              | 31                  | 21                  | 3             | 2             | —                      | —                      | 24                  | 18                  | 58    | 41    |
| Coritiba          | 2012              | 0                   | 0                   | 0             | 0             | —                      | —                      | 0                   | 0                   | 0     | 0     |
| Coritiba          | 2013              | 1                   | 1                   | 0             | 0             | —                      | —                      | 0                   | 0                   | 1     | 1     |
| Total no Coritiba | Total no Coritiba | 64                  | 34                  | 9             | 2             | 0                      | 0                      | 50                  | 30                  | 123   | 66    |
| Palmeiras         | 2009              | 7                   | 5                   | 0             | 0             | 13                     | 6                      | 16                  | 13                  | 36    | 24    |
| Benfica           | 2009–10           | 5                   | 0                   | 1             | 0             | 1                      | 0                      | —                   | —                   | 7     | 0     |
| Fiorentina        | 2009–10           | 10                  | 2                   | 1             | 0             | 1                      | 0                      | —                   | —                   | 12    | 2     |
| Santos            | 2010              | 11                  | 3                   | 0             | 0             | 0                      | 0                      | 0                   | 0                   | 11    | 3     |
| Santos            | 2011              | 2                   | 1                   | 0             | 0             | 4                      | 0                      | 14                  | 6                   | 20    | 7     |
| Total no Santos   | Total no Santos   | 13                  | 4                   | 0             | 0             | 4                      | 0                      | 14                  | 6                   | 31    | 10    |
| Cruzeiro          | 2011              | 8                   | 1                   | 0             | 0             | 0                      | 0                      | 0                   | 0                   | 8     | 1     |
| Londrina          | 2016              |                     |                     |               |               |                        |                        |                     |                     | 30    | 8     |
| Total na carreira | Total na carreira | 107                 | 46                  | 11            | 2             | 19                     | 6                      | 80                  | 49                  | 247   | 111   |

## Títulos
Coritiba
- Campeonato Brasileiro - Série B: 2007
- Campeonato Paranaense: 2008, 2012 e 2013

Benfica
- Primeira Liga: 2009–10

Santos
- Campeonato Paulista: 2011
- Copa Libertadores da América: 2011

### Outras conquistas
Palmeiras
- Taça Osvaldo Brandão: 2009

### Prêmios individuais
- Melhor Atacante do Campeonato Paranaense: 2008
- Melhor Jogador do Campeonato Paranaense: 2008
- Chuteira de Ouro do Campeonato Paranaense: 2008
- Troféu Mesa Redonda: 2008
- Bola de Prata (Placar) - Artilheiro do Campeonato Brasileiro de 2008
- Chuteira de Ouro da revista Placar: 2008
- Rei do Gol Brasileirão: 2008
- Revelação do Brasileirão: 2008
- Prêmio Friedenreich: 2008 (41 gols)